# Bibliothèque des logiciels définitifs
Pour les articles homonymes, voir DSL.
La bibliothèque des logiciels définitifs (en anglais Definitive Software Library : DSL) est une zone de stockage physique sécurisée (une salle, une armoire, etc.) dans laquelle sont stockées les versions définitives et validées de tous les composants logiciels du système d'information, qu'ils soient produits en interne ou en externe.
Sa mise à jour est strictement contrôlée par la gestion des changements et la gestion des mises en production, ce qui permet de suivre et de contrôler les logiciels installés dans l'entreprise.